# School Food Punishment
School Food Punishment (スクール フード パニッシュメント|Sukūru Fūdo Panisshumento) fue una banda japonesa de rock creada en 2004 en Tokio, Japón. Formada por 4 personas, gracias al apoyo de su vocalista Yumi Uchimura. Su primera participación fue en diciembre de ese año. En 2007 editaron su primer álbum "school food is good food". En 2008 dos canciones de ese disco fueron seleccionadas para conformar el Soundtrack de Joshidaisei Kaikeishi no Jikenbo, mientras que un miniálbum "Riff-rain" fue lanzado por Tower Records y se agotó en menos de una semana. En ese año, además se presentaron en numerosos conciertos en vivo, incluyendo FM802, que formó parte de la gira en Minami. 
En 2009 firman contrato con Sony Music Japan`s Epic Records. La canción con la cual saltaron a la fama fue "futuristic imagination", del disco amp-reflection (a la venta en 2010), que posteriormente formó parte del soundtrack de la serie del año en 2009 Eden of the East, además de los temas "light prayer", "Future nova -álbum edit-" y "after laughter" que pertenecieron al soundtrack de las películas posteriores a la serie.
En 2011 el tema RPG del disco Prog-Roid fue elegido como el 1º ending de[C]. En octubre el tema "How to go", fue el opening de la serie de BONES:Un-Go.
En enero de 2012 la banda anunció que estaría en pausa por tiempo indeterminado. Los rumores indicaban una ruptura entre los integrantes y un intento de Uchimura de seguir su carrera como solista. Rumor que se confirmó en junio de 2012, cuando la misma anuncio la ruptura definitiva de la banda. 
Actualmente, Uchimura ha formado otra banda la la larks, que ha realizado nuevas canciones para series animadas. La banda, según los críticos, suena exactamente igual a la que rompió.

## Discografía
Todas las canciones fueron escritas por Yumi Uchimura, y la composición es de School Food Punishment.

### CD sencillos
- futuristic imagination (27 de mayo de 2009) #35 en su 1º semana de ventas, con 4165 unidades vendidas
  - Ending para Fuji Television noitaminA anime , Eden of the East.
- butterfly swimmer (22 de julio de 2009) #60 en su 1º semana de ventas con 1,657 unidades vendidas.
- sea-through communication  (7 de octubre de 2009) #49 en su 1º semana de ventas con 1,368 unidades vendidas.
- light prayer (2 de diciembre de 2009)
  - Tema principal para la 1º película de Eden of the East:The King of Eden.
- future nova/after laughter (10 de marzo de 2010)
  - "future nova" fue el opening y "after laughter" fue el ending para la segunda película de Eden of the East:Paradise Lost.
- RPG (11 de mayo de 2011)
  - Ending para el anime [C] del bloque noitaminA emitido en Fuji Television, .
- How to go (7 de diciembre de 2011)
  - Opening del anime Un-Go.

### Álbum
- amp-reflection (14 de abril de 2010)
- Prog-Roid (13 de julio de 2011)

### Indie singles
- feedback/Futari Umi no Soko (lanzado en  diciembre de 2008)
  - "feedback": Opening para BS-i television drama Joshidaisei Kaikeishi no Jikenbo, 3rd Annual Toho Shinemazu Gakusei Eigaisai image song.
  - "Futari Umi no Soko": Ending para BS-i la serie de drama televisivo Joshidaisei Kaikeishi no Jikenbo.

### EP
- school food is good food (lanzado el 4 de abril de 2007)
  - CD-extra: Videoclip para "pool".
  - pool: Ending para Kansai TV la serie de televisión Bari-san ver. 2.0.

- air feel, color swim (lanzado en noviembre de 2007)
  - CD-extra: Videoclip para "you may crawl"

- Riff-rain (lanzado en  diciembre de 2008 por Tower Records)